# Короп
Скоріше за все, вас цікавить Короп звичайний

Короп (Cyprinus) — рід риб родини коропових (Cyprinidae), найвідоміший вид — Короп звичайний (Cyprinus carpio). Решта видів переважно обмежені невеликими районами Азії, деякі зустрічаються винятково у одиничних озерах.

## Види
- Cyprinus acutidorsalis
- Cyprinus barbatus
- Cyprinus carpio — Короп звичайний
- Cyprinus centralus
- Cyprinus chilia
- Cyprinus cocsa
- Cyprinus dai
- Cyprinus daliensis
- Cyprinus exophthalmus
- Cyprinus fuxianensis
- Cyprinus hyperdorsalis
- Cyprinus ilishaestomus
- Cyprinus intha
- Cyprinus longipectoralis
- Cyprinus longzhouensis
- Cyprinus megalophthalmus
- Cyprinus micristius
- Cyprinus multitaeniata
- Cyprinus pellegrini
- Cyprinus qionghaiensis
- Cyprinus rubrofuscus
- Cyprinus yilongensis
- Cyprinus yunnanensis